# 哀鳞趾虎
哀鳞趾虎（学名：Lepidodactylus lugubris）又名哀鳞趾虎、鳞趾蝎虎，为壁虎科鳞趾虎属的爬行动物。分布于斯里兰卡、印度、东南亚、印澳群岛、澳大利亚、太平洋岛屿、巴拿马、哥伦比亚西海岸、台湾等地。该物种的模式产地在南太平洋塔希提岛。

## 描述
體長可達8公分，身體灰色或淺褐色，體側自鼻孔開始，有一暗色條紋橫跨眼睛，延伸至前肢基部。腹部乳白色。尾部暗色跟淺色斑間隔排列，略成條狀斑紋。體色會隨環境改變深淺。四肢第一趾無爪，餘四趾均具爪，指下有指瓣兩列。

## 習性
於夜間活動，以昆蟲或小型節肢動物為食。此種可孤雌生殖，野外雄性極少。

## 棲地
鱗趾虎白天常躲藏於林投、檳榔、香蕉或其他葉片較大的植物葉基部位，或是藏身於樹皮下及縫隙中。
1984年以前，台灣極少此種發現報告，據信是近年始引進台灣，開始在野外建立種群。

## 保护
本种于2023年被收录入《有重要生态、科学、社会价值的陆生野生动物名录》。